# Staurogyne kamerunensis
Staurogyne kamerunensis là một loài thực vật có hoa trong họ Ô rô. Loài này được (Engl.) Benoist miêu tả khoa học đầu tiên năm 1913.